# 朱清敏
朱清敏（1960年8月—），男，汉族，海南澄迈人，中华人民共和国政治人物。

## 经历
1960年8月出生，籍贯海南澄迈。17岁到海南黎族苗族自治州东方县下乡插队。1978年高考恢复后，在广东省海南黎族苗族自治州农林学院学习三年。毕业后回到海南黎族苗族自治州东方示范牧场工作。历任技术员、生产科长、副经理、经理等职。1985年5月加入中国共产党。同年任场长，时年25岁，为海南当年最年轻的处级干部。
1991年12月至1993年3月，任中共昌江黎族自治县委常委、县人民政府副县长。1993年3月至1998年8月，历任中共琼中黎族苗族自治县委常委、副书记、县人民政府副县长。1998年8月至2005年1月，任中共琼中黎族苗族自治县委书记。其间于1998年9月至2003年3月兼县人大常委会主任，2003年9月晋升为副厅级干部。2005年1月至2006年7月，任中共琼海市委书记。2006年7月至2017年2月，任海南省农业厅党组成员、副厅长兼省畜牧兽医局局长。2017年2月至2017年6月，任海南省农业厅巡视员（正厅级）。2017年6月提前退休。
2020年1月7日，朱清敏涉嫌严重违纪违法，接受海南省纪委监委纪律审查和监察调查，后遭到开除党籍处分，按规定取消其享受的退休待遇，收缴其违纪违法所得，将其涉嫌犯罪问题移送检察机关依法审查起诉，所涉财物随案移送。

## 轶闻
2006年1月，朱清敏等5人在海南省人大会议上提议将琼海市更名为博鳌市，利用博鳌的知名度和影响力，促进和加快琼海市经济和社会事业的发展。